# Brent Gore
Brentley Cummins „Brent” Gore (ur. 19 czerwca 1974 w Nashville) – amerykański piosenkarz, autor tekstów i aktor. Występował w roli Matta Garrisona w sitcomie NBC California Dreams (1992-1994). Był współzałożycielem, nagrywał i koncertował z zespołem King Straggler, który założył z Johnem Hawkesem i Rodneyem Eastmanem. Ukończył North Carolina School of the Arts i American Musical and Dramatic Academy w Nowym Jorku. Ma starszego brata Johna Craiga i młodszą siostrę Angie.

## Dyskografia

### Albumy
- 1992: California Dreams (wyd. MCA Records)[3]
- 2005: King Straggler (wyd. Authentica Records)
- 2011: Up Until Now (wyd. 17 lipca)